# Ram (director)
Ram es un director de cine indio conocido por su trabajo en la industria cinematográfica tamil. Comenzó su carrera ayudando a directores como Rajkumar Santoshi en Bollywood y trabajando con el renombrado director Balu Mahendra. Hizo su debut como director con la película "Kattradhu Thamizh" en 2007, la cual recibió una gran aclamación por parte de la crítica. Su segunda película, "Thanga Meengal" (2013), también fue elogiada por la crítica y ganó tres premios nacionales de cine. En agosto de 2017, lanzó su siguiente película, "Taramani", la cual fue aclamada tanto por la crítica como por el público y se convirtió en un éxito de taquilla. Su cuarta película, "Peranbu", protagonizada por Mammootty, se estrenó en el Festival Internacional de Cine de Rotterdam en enero de 2018 y también recibió elogios por parte de la crítica.

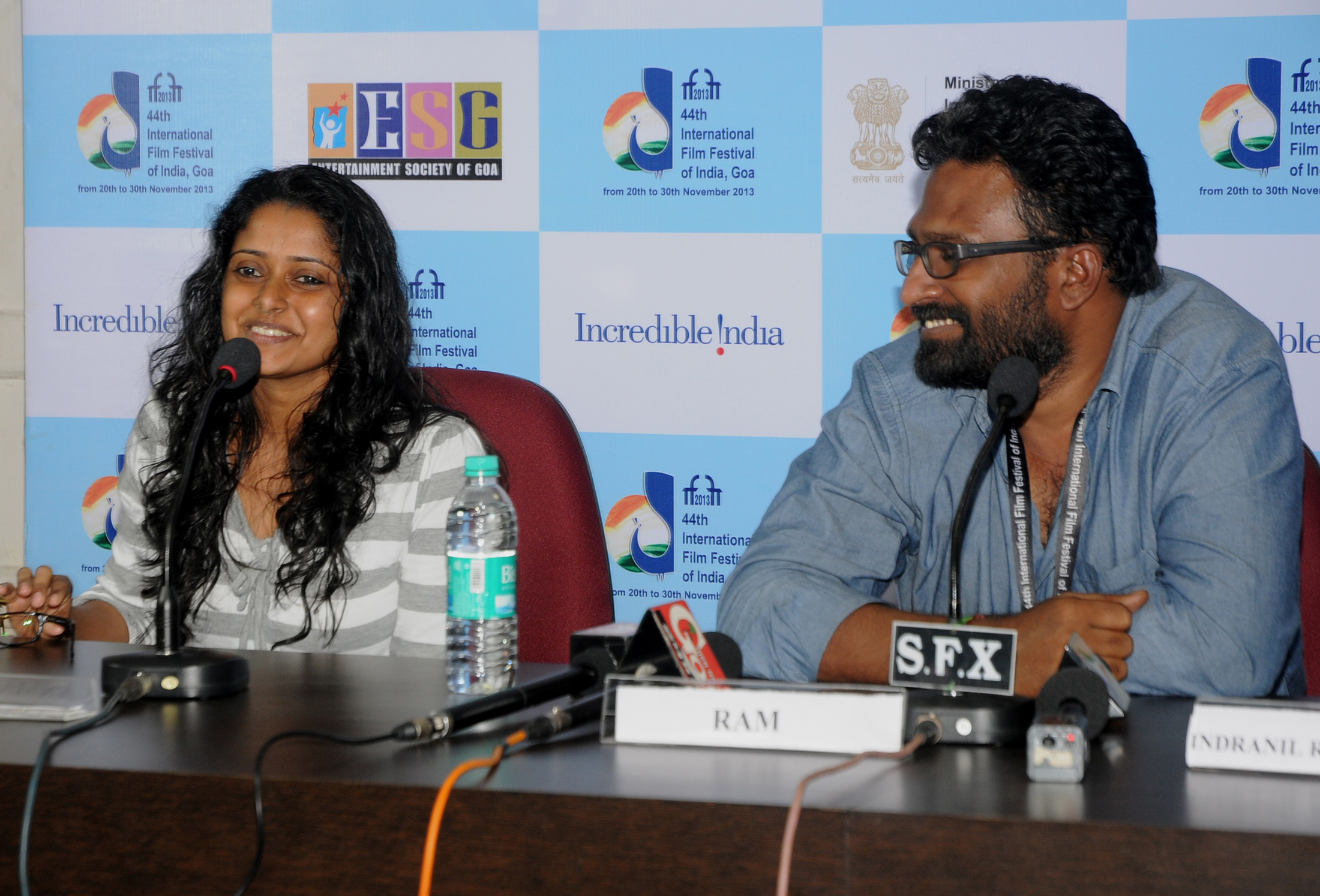
Ram (derecha) en IFFI 2013

## Carrera
Ram completó su Licenciatura en Artes en el American College de Madurai y simultáneamente cursó una Maestría en Artes en literatura tamil en el Madras Christian College. Durante este tiempo, comenzó a escribir cuentos en tamil. Más tarde, trabajó con el director Thangar Bachan en algunas películas, quien luego lo recomendó al director de cine hindi Rajkumar Santoshi. A pesar de su inicial desconocimiento sobre las películas hindi y Santoshi, Ram finalmente decidió conocerlo y se unió a él como guionista, lo que lo llevó a viajar a Mumbai. Trabajó junto a Santoshi en varias películas hindi, incluyendo "Pukar" (2000) y "Lajja" (2001), donde contribuyó significativamente en la elaboración de la historia de esta última.
Ram inicialmente planeó hacer una "película cruzada en inglés sobre la relación entre un hombre y una mujer" y se acercó a Balu Mahendra para que se encargara de la cinematografía, ya que sentía que el estilo de Mahendra se adaptaba perfectamente a su guion. Aunque el proyecto no logró despegar, Ram continuó trabajando con Mahendra. Aunque Mahendra no lo ayudó en ninguna de sus películas, Ram considera a Balu Mahendra como su mentor, quien, según él, lo "transformó" de un cinéfilo a un estudiante de cine, ya que aprendió técnicas cinematográficas de él, particularmente sobre cinematografía.
A mediados de 2006, Ram comenzó a trabajar en su debut como director, inicialmente titulado "Tamil MA", que luego se cambió a "Kattradhu Thamizh" para quedar exento del impuesto al entretenimiento. La película gira en torno a un joven que se mete en problemas debido a su educación, con la intención de mostrar el "estado patético de nuestra lengua materna tamil en la sociedad actual". Seleccionó a Jeeva como el personaje principal de su película después de ver "Raam" (2005) y quedar impresionado por la actuación del actor. Mientras tanto, una recién llegada de Mumbai, Anupama, fue considerada inicialmente para interpretar el papel femenino principal de Anandhi; sin embargo, fue reemplazada por Anjali, quien debutó en el cine tamil con esta película. La filmación se llevó a cabo durante casi un año en Maharashtra, Andhra Pradesh, Kerala y Chennai, generando gran expectación en su etapa final, principalmente debido a la apariencia de Jeeva en las imágenes promocionales y las controvertidas declaraciones de Ram en el lanzamiento de la banda sonora de la película.
"Kattradhu Thamizh" siguió el viaje de un licenciado en literatura tamil de clase media baja, quien lucha por encontrar un trabajo y poco a poco se convierte en un sociópata, frustrado por la desigualdad en la estratificación social. Tras su estreno en octubre de 2007, la película recibió grandes elogios de la crítica, siendo considerada un "clásico de culto". En su reseña, Behindwoods la calificó como una "flor kurinji en el cine indio", citando que "de vez en cuando una película reescribe la historia del cine tamil" y que "Kattradhu Thamizh" era "una de esas joyas preciosas". Agregaron que Ram merecía una "gran ovación por no doblegarse ante el formato comercial y apegarse a su tema con gran convicción". Ram negó que la película fuera su autobiografía y aclaró que, a diferencia del protagonista de la película, pasó a trabajar como consultor de medios y que la película era una autobiografía de un personaje ficticio llamado Prabhakar.
Poco después del estreno de su primera película, se esperaba que Ram comenzara su segundo proyecto, provisionalmente titulado "Saddam Hussain", con Dhanush y Bhavana. Sin embargo, el proyecto fue archivado y Ram decidió tomarse un año sabático para empezar a escribir una nueva historia titulada "Thanga Meengal". A mediados de 2009, Touch Stone acordó producir la película, con Karunas firmado para interpretar el papel principal. Sin embargo, al año siguiente, el estudio decidió no participar debido a problemas financieros. Fue entonces cuando el director y productor Gautham Vasudev Menon se ofreció a producirla, y le pidió a Ram que interpretara el papel principal. Después de filmar algunas escenas de ensayo con el director de fotografía PG Muthiah y estar "completamente convencido", Ram aceptó. "Thanga Meengal" analiza cómo la globalización y el sistema educativo actual afectan la vida de un hombre común. La película fue aclamada por la crítica, ganando tres premios nacionales de cine, incluido el premio a la mejor película en tamil, y tres premios en el Festival Internacional de Cine de Chennai. También fue proyectada en el Festival Internacional de Cine Infantil de India en la sección Children's World, que presenta las mejores películas de la última década, y fue la única película tamil seleccionada para Indian Panorama en IFFI, Goa.
En 2014, Ram inició el rodaje de su próximo proyecto, "Taramani", que aborda las relaciones contemporáneas. La película se estrenó el 11 de agosto de 2017 y recibió excelentes críticas tanto del público como de la crítica, convirtiéndose en un éxito de taquilla. Además, fue reestrenada más tarde debido a su popularidad. "Taramani" también fue seleccionada para proyectarse en el Festival Internacional de Cine de Rotterdam, dentro de su sección "House on Fire", donde recibió ovaciones y aplausos del público internacional.
En 2016, Ram comenzó a filmar su próxima película titulada "Peranbu", protagonizada por Mammootty y Sadhana, quien también actuó en "Thanga Meengal". La película tuvo su estreno mundial en el 47º Festival Internacional de Cine de Rotterdam. La destacada editorial con sede en Países Bajos, VPRO, la recomendó como una de las 20 películas imprescindibles en el IFFR 2018. "Peranbu" fue nominada al Premio NETPAC y al Premio del Público, ocupando el puesto 20 en la votación del público entre 187 películas competidoras en la categoría del Premio del Público en el IFFR 2018. Fue la única película india que logró posicionarse entre las 20 primeras en esta categoría en Rotterdam. Además, "Peranbu" fue seleccionada oficialmente para su estreno asiático en el 21º Festival Internacional de Cine de Shanghai 2018. El estreno de la película estaba programado para agosto de 2018.
Ram también formó parte de una mesa redonda en el festival internacional de cine de Rotterdam sobre el cine tamil. Asimismo, actuó en el papel de protagonista en la producción de Mysskin, Savarakathi (2016).